# Magliano Romano
Magliano Romano (Magliano Pecorareccio fino al 1911) è un comune italiano di 1 385 abitanti della città metropolitana di Roma Capitale nel Lazio a 280 metri di altitudine.

## Geografia fisica

### Territorio
Fin dall'antichità Magliano Romano ha rappresentato un importante centro rurale grazie al suo fertile territorio irrigato dalle acque della Valle di Baccano (lago in tempo remoto). L'importanza del territorio è confermata dall'interesse degli Etruschi e dei Romani. Non sembra però che il territorio maglianese venisse sfruttato in tutte le sue potenzialità. Una delle tappe naturalistiche di Magliano Romano più affascinanti è la sua Mola,  che si trova ai confini del parco di Veio e la riserva naturale del Treja. Il torrente che lo attraversa, per quanto di piccole dimensioni, è ricco di acqua anche in estate e dà vita ad una cascata. Ancora visibili sono oggi le rovine dell'antica Mola usata per la macinazione del grano fino a metà dello scorso secolo. 

### Clima
- Classificazione climatica: zona D, 1769 GR/G

## Storia
Magliano Romano fu parte dell'ager falicus nei secoli IX e VIII a.C.
Successivamente nei secoli VII e VI a.C. la potenza della città di Veio si estese su tutto il territorio di Magliano Romano. Tale presenza è convalidata da alcuni reperti di arte etrusca ritrovati nelle grotte di Sant'Angelo, di Sant'Anna e di Santa Vittorina. La conquista romana a Magliano Romano, ha i suoi testimoni nei tre ceppi funerari rinvenuti nel territorio comunale, anche se dai ritrovamenti questa collocazione non si mostrò molto intensa, poiché la disseminazione di ville si rivelò alquanto sparsa.
Le invasioni barbariche nel primo Medioevo recarono molti danni e notevoli sofferenze alla popolazione locale, sottoposta a una durissima prova di resistenza. I primi accenni storici documentabili sulla località si trovano nel Regesto di Farfa, dove si fa riferimento a un luogo denominato "Mallianus Casalis", nelle vicinanze c'è un posto, "Il Casale", che presenta dei ruderi antichissimi. Feudo degli Anguillara, Magliano Romano fu distrutta dai viterbesi ghibellini nel 1241. Dopo la dominazione degli Anguillara il feudo passò tramite vincoli matrimoniali agli Orsini, Cesi e Borromeo. Nel 1663 il territorio maglianese divenne patrimonio del cardinale Flavio Chigi, finché nel 1862, la proprietà passò agli Arnaldi che tuttora risultano padroni della rocca.
Nel 1958 con decreto del Presidente della Repubblica Gronchi, Magliano Romano cessò di essere frazione di Campagnano di Roma e divenne comune indipendente.

## Monumenti e luoghi d'interesse

### Aree archeologica
- Grotta degli Angeli, già sepolcro etrusco, fu quindi convertito in cappella cristiana. Questa grotta scavata nel tufo, di cui non si sa la data di origine, si trova in località Casale. L'edificio era costituito solo da una navata, coperta  con volta a botte e tre arcate poggiate su colonne ricavate nel tufo. L'ambiente venne ricoperto durante il XII secolo da un'ampia decorazione pittorica al soffitto e le figure rappresentavano la natività con annuncio ai pastori, adorazione dei re magi e presentazione di Gesù al tempio. Questi affreschi sono stati distaccati nel 1939 per esigenze di conservazione ed ora si trovano nella chiesa di san Giovanni Battista nel centro storico di Magliano Romano. [4]

### Aree naturali
- Parco regionale di Veio

### Architetture religiose
- Chiesa di san Giovanni Battista
- Chiesa di Santa Maria Assunta
- Chiesa della Madonna del Carmine
- Chiesa della Madonna delle Grazie

### Altre Architetture
- Castello Arnaldi, già Orsini, che fu costruito in diverse fasi tra il 1300 e il 1400 e successivamente rimaneggiato. Risale alla necessità di controllare la Valle Nocchia e mantiene intatto il fascino di un'antica residenza fortificata. Notevoli sono il portale bugnato d'ingresso, lo scalone monumentale interno e i camini.

## Società

### Evoluzione demografica
Abitanti censiti

### Tradizioni ed eventi
- Festa di Sant'Antonio abate, nella 3 domenica di gennaio. I tratti salienti delle celebrazioni sono l'accensione di un falò in piazza che si potrae per tre giorni e la benedizione degli animali.
- Festa dei santi patroni (san Giovanni Battista e santa Pudenziana), che avviene nella 4 domenica di giugno.
- Festa di Gesù nazareno, nella 4 domenica di ottobre, nel corso della quale si svolge la Sagra del Raspellone.
- Sagra della pecora, celebrata nella 3 domenica di aprile. Nella piazza viene eretta la "Capanna del pecoraro", dove si può assistere alla lavorazione e alla trasformazione dei prodotti ottenuti con il latte    ovino.
- Sagra del fungo galletto, nella 3 domenica di settembre.

## Cultura

### Cucina
Fra i piatti caratteristici della zona possiamo trovare:
- I Raspelloni, cioè delle particolari crespelle.
- Le Chicche della Nonna.
- Il Castrato ai ferri.
- L'Abbacchio a scottadito.
- La Polenta al sugo di maiale e quella alla spianatora.
- Gli Stringozzi, un tipo di pasta locale.

## Infrastrutture e trasporti
Il comune è servito dalla stazione di Magliano Romano, sulla ferrovia Roma-Civita Castellana-Viterbo, gestita da ASTRAL. Il servizio ferroviario è svolto da Cotral.
Fra il 1906 e il 1932 la località era servita da una fermata della tranvia Roma-Civita Castellana, gestita dalla Società Romana per le Ferrovie del Nord (SRFN).

## Amministrazione
Tra il 1816 e il 1870, all'interno della Comarca di Roma, un'entità amministrativa dello Stato Pontificio, apparteneva al distretto di Roma.
Nel 1911 cambiò nome da Magliano Pecorareccio a Magliano Romano.
| Periodo        | Periodo        | Primo cittadino  | Partito                            | Carica                  | Note   |
| -------------- | -------------- | ---------------- | ---------------------------------- | ----------------------- | ------ |
| 23 aprile 1995 | 12 giugno 1999 | Ercole Turchi    | Lista civica di Centro-destra      | Sindaco                 | [ 8 ]  |
| 13 giugno 1999 | 2003           | Ercole Turchi    | Lista civica                       | Sindaco                 | [ 9 ]  |
| 25 maggio 2003 | 2007           | Marcello Mancini | Lista civica Progetto Magliano     | Sindaco                 | [ 10 ] |
| 2007           | 12 aprile 2008 | Achille Togna    |                                    | Commissario prefettizio |        |
| 13 aprile 2008 | 25 maggio 2013 | Marcello Mancini | Lista civica Progetto Magliano     | Sindaco                 | [ 11 ] |
| 26 maggio 2013 | in carica      | Ercole Turchi    | Lista civica Magliano per Magliano | Sindaco                 | [ 12 ] |

### Altre informazioni amministrative
- Dal 2013 ha aderito alla Conferenza dei sindaci dell'area Tiberina/Flaminia/Cassia.
- Dal 2015 fa parte del Consorzio intercomunale dei servizi e interventi sociali Valle del Tevere[13] insieme con altri 16 comuni ricadenti nel distretto socio-sanitario 4 della ASL Roma 4.

## Sport

### Calcio
La principale squadra di calcio della città è stata l'A.S.D. Magliano Romano Calcio che ha militato nel girone D romano di 3ª Categoria. Nella sua storia calcistica l'ASD Magliano Romano ha avuto anche l'onore di partecipare al campionato regionale di Prima categoria e di disputare la finale di Coppa Lazio allo stadio Flaminio.